# Liste der Auszeichnungen und Ehrentitel Marburgs
Diese Liste enthält alle Auszeichnungen und Ehrentitel, die die Stadt Marburg sowie deren Institutionen und Initiativen bisher erhalten haben. Hierbei wird nach Jahren unterschieden.

## 1984
- Beim Bundeswettbewerb „Bauen und Wohnen in alter Umgebung“ wird die Stadt Marburg für die vorbildliche Sanierung der Oberstadt mit einer Goldmedaille ausgezeichnet.[1]

## 2005
- Beim Wettbewerb „Ab in die Mitte! Die Innenstadt-Offensive Hessen“ ist die Stadt Marburg mit dem Projekt „Innen - Gewinnen! Ab in die Mitte: Familien erobern Marburg“ einer von 15 Preisträgern. Veranstaltet wird der Wettbewerb vom Hessischen Ministerium für Wirtschaft, Verkehr und Landesentwicklung.[2]

## 2006
- Beim Wettbewerb „Luftqualität verbessern – Mobilität sichern“ ist die Stadt Marburg einer von 11 Bundessiegern. Hierbei wird sie unter anderem wegen ihrer besonderen Förderung von Erdgasfahrzeugen ausgezeichnet. Veranstaltet wird der Wettbewerb vom ADAC mit Förderung durch das Bundesministerium für Verkehr, Bau und Stadtentwicklung.[3]
- Beim Wettbewerb „Bundeshauptstadt im Klimaschutz“ erreicht die Stadt Marburg mit 100 Punkten den 47. Rang von 78 teilnehmenden Kommunen. Für ihr vorbildliches Verhalten zum Schutz des Klimas wird ihr in diesem Zusammenhang der Titel „Klimaschutzkommune 2006“ (ab 50 Punkten) verliehen. Veranstaltet wird der Wettbewerb von der Deutschen Umwelthilfe.[4]

## 2007
- Beim Wettbewerb „Bundeshauptstadt im Naturschutz“ erreicht die Stadt Marburg den mit 99 Punkten den 43 Rang von 115 teilnehmenden Kommunen. Für ihr vorbildliches Verhalten zum Schutz der Natur wird ihr in diesem Zusammenhang der Titel „Naturschutzkommune 2007“ (ab 75 Punkten) verliehen. Veranstaltet wird der Wettbewerb von der Deutschen Umwelthilfe.[5]
- Beim Bundeswettbewerb „Hauptstadt des Fairen Handels 2007“ belegt die Stadt Marburg zusammen mit der Stadt Bonn den 2. Platz. Beide Kommunen tragen somit für die folgenden zwei Jahre den Titel Vize-Hauptstadt des Fairen Handels. Veranstaltet wird der Wettbewerb von der Deutschen Gesellschaft für Internationale Zusammenarbeit mit Förderung durch das Bundesministerium für wirtschaftliche Zusammenarbeit und Entwicklung.[6]

## 2008
- Die Stadt Marburg erhält den „Deutschen Solarpreis 2008“ in der Kategorie „Preis für herausragende politische Initiativen“ für das Projekt „Satzung zur verbindlichen Nutzung der Solarenergie in Gebäuden“ (Solarsatzung). Verliehen wird der Preis von Eurosolar.[7]

## 2009
- Die Stadt Marburg wird von der deutschen Bundesregierung als Ort der Vielfalt ausgezeichnet.[8][9]
- Beim Wettbewerb Mission Olympic wird das Projekt "Sportförderung" der Marburger Erich-Kästner-Schule als Initiative des Jahres in der Kategorie 3 "Initiativen, die sich für die Förderung von Integration durch Bewegung und Sport engagieren" ausgezeichnet. Veranstaltet wird der Wettbewerb vom Deutschen Olympischen Sportbund.[10]
- Beim "Deutschen Solarpreis 2009" ist die GeWo Bau Marburg (die Stadt Marburg ist Anteilseigner mit 94,82 %) einer von 14 Plaketten-Preisträger in der Kategorie "Eigentümer oder Betreiber von Anlagen zur Nutzung Erneuerbarer Energien". Sie wird für das Projekt "Photovoltaiküberdachung Ortenbergsteg" ausgezeichnet. Verliehen wird der Preis von Eurosolar.[11]
- Beim Bundeswettbewerb "Kommunaler Klimaschutz 2009" ist die Stadt Marburg einer von 3 Preisträgern in der Kategorie 1 "Innovative technische und/oder bauliche Maßnahmen für den Klimaschutz in kommunalen Gebäuden und Einrichtungen". Sie wird für das Projekt "Neubau der Kinderkrippe Marbach" ausgezeichnet. Veranstaltet wird der Wettbewerb vom Bundesumweltministerium in Zusammenarbeit mit der Servicestelle Kommunaler Klimaschutz beim Deutschen Institut für Urbanistik.[12]
- Beim Hessischen Tourismuspreis ist die Stadt Marburg einer von 6 Preisträgern. Sie wird für den anlässlich des Themenjahres "Literaturland Hessen 2009" geschaffenen Grimm-Dich-Pfad ausgezeichnet. Verliehen wird der Preis vom Hessischen Tourismusverband e. V. in Zusammenarbeit mit der HA Hessen Agentur GmbH unter der Schirmherrschaft des hessischen Ministers für Wirtschaft, Verkehr und Landesentwicklung.[13]
- Die Stadt Marburg wird als Fairtrade-Town ausgezeichnet. Verliehen wird der Titel von TransFair e. V.[14]
- Beim Bundeswettbewerb "Hauptstadt des Fairen Handels 2009" belegt die Stadt Marburg den 1. Platz. Sie trägt somit für die folgenden zwei Jahre den Titel Hauptstadt des Fairen Handels. Veranstaltet wird der Wettbewerb von der Deutschen Gesellschaft für Internationale Zusammenarbeit mit Förderung durch das Bundesministerium für wirtschaftliche Zusammenarbeit und Entwicklung.[15][16]

## 2010
- Beim Vergleich der aktuellen Haushaltsdaten der hessischen Städte zwischen 50.000 und 100.000 Einwohnern ist die Stadt Marburg Bester mit der Note 1,3. Ermittelt wurden die Daten vom Bund der Steuerzahler Hessen.[17]
- Beim Wettbewerb "Preis Soziale Stadt 2010" erhält das Netzwerk Richtsberg e. V. eine der Anerkennungen für ihr gemeinsam mit der Richtsberggemeinde veranstaltetes "Internationales Suppenfest". Verliehen wird der Preis vom Bundesministerium für Verkehr, Bau und Stadtentwicklung.[18][19]
- In der Solar-Bundesliga erreicht die Stadt Marburg den 1. Platz unter Hessens Städten über 40.000 Einwohnern. Ermittelt werden die Daten von der Deutschen Umwelthilfe.[20]
- Beim Deutschen Solarpreises 2010 ist die Stadt Marburg einer von 8 Plaketten-Preisträger in der Kategorie "Eigentümer oder Betreiber von Anlagen zur Nutzung Erneuerbarer Energien". Sie wird für das Projekt "Solarinstallation am Parkhaus Pilgrimstein" (SolarGlasKunst an der Parkhausfassade) ausgezeichnet. Verliehen wird der Preis von Eurosolar.[21]

## 2011
- Im Rahmen des Wettbewerbs "Bundeshauptstadt der Biodiversität" erhält die Stadt Marburg einen der zwei Sonderpreise „Umweltbildung und Umweltgerechtigkeit“ für das Projekt "Wohnumfeldverbesserung Richtsberg und Stadtwald". Hierbei wurden sogenannte interkulturelle Gärten gebaut. Veranstaltet wird der Wettbewerb von der Deutschen Umwelthilfe.[22]
- Beim europaweiten Wettbewerb „Access City Award 12 – EU-Preis für behindertenfreundliche Städte“ ist die Stadt Marburg einer der vier Finalisten. Veranstaltet wird der Wettbewerb von der Europäischen Kommission in Zusammenarbeit mit dem Europäischen Forum für Menschen mit Behinderung.[23][24]
- Die Marburg Tourismus und Marketing GmbH (MTM), 100-prozentige "Tochter" der Stadt Marburg, erhält das Qualitätssiegel "Service Qualität Deutschland". Verliehen wird das Siegel vom Hessischen Tourismusverband e. V. in Zusammenarbeit mit der IHK-Arbeitsgemeinschaft Hessen, der DEHOGA Hessen, dem Hessischen Heilbäderverband und der HA Hessen Agentur GmbH sowie dem Handelsverband Mitte (Hessen – Rheinland-Pfalz – Saarland).

## 2012
- Das Marburger Bündnis für Familie – eines der deutschlandweiten "Lokalen Bündnisse für Familien" – wird vom Bundesministerium für Familie, Senioren, Frauen und Jugend als Bündnis des Monats – Januar 2012 ausgezeichnet.[25][26]
- Die Stadtbücherei Marburg wird mit dem Hessischen Bibliothekspreis 2012 ausgezeichnet. Verliehen wird der Preis von der Sparkassen-Kulturstiftung Hessen-Thüringen und dem hessischen Landesverband des Deutschen Bibliotheksverbands.[27]
- Das Projekt "Bildungspartnerschaften Marburg" des Fachbereichs Kinder, Jugend und Familie der Stadt Marburg wird als "Lernort der Zukunft Hessen 2012" ausgezeichnet. Verliehen wird der Titel vom Hessischen Sozialministerium in Zusammenarbeit mit der Karl Kübel Stiftung für Kind und Familie.[28]
- Beim Wettbewerb "Preis Soziale Stadt 2012" wird das Projekt "Helfende Hände am Berg" der Stadt Marburg ausgezeichnet. Das Projekt unterstützt ältere und pflegebedürftige Menschen sowie deren Familien. Die "Helfenden Hände" kümmern sich um Einkäufe, helfen im Haushalt, begleiten die Menschen zum Arzt, oder leisten einfach nur Gesellschaft.[29] Verliehen wird der Preis vom Bundesministerium für Verkehr, Bau und Stadtentwicklung.

## 2013
- Beim Bundeswettbewerb "Vorbildliche Strategien kommunaler Suchtprävention – Alkoholprävention im öffentlichen Raum 2012/13" belegt die Stadt Marburg in der Kategorie kreisangehörige Kommunen den 1. Platz und wird für ihr Projekt "suPPOrdJu" ausgezeichnet. Im Projekt "suPPOrdJu" kooperieren die Polizei, das Ordnungsamt und das Jugendamt der Stadt Marburg, um mit präventiven und repressiven Maßnahmen zu einer Verbesserung der Situation im Jugendschutz und beim Alkoholmissbrauch am sogenannten "Marktdreieck" in der Marburger Innenstadt beizutragen. Veranstaltet wird der Wettbewerb von der Bundeszentrale für gesundheitliche Aufklärung (BZgA).[30][31]
- Die beiden Kindertagesstätten Friedrich-Fröbel-Straße und Am Waldacker der Stadt Marburg werden als Haus der kleinen Forscher zertifiziert. Verliehen wird das Zertifikat vom Netzwerk Forscherkids der Industrie- und Handelskammer Kassel. Diese ist der für die Zertifizierung im Landkreis Marburg-Biedenkopf zuständige regionale Partner der Stiftung Haus der kleinen Forscher.[32]

## 2015
- Die Grundschule Marbach erhält die Gesamtzertifizierung "Gesundheitsfördernde Schule". Verliehen wird das Zertifikat vom Hessischen Kultusministerium.[33]
- Die Stadt Marburg erhält den Titel "Reformationsstadt Europas". Sie gehört damit zum europaweiten Netzwerk von 42 "Reformationsstädten". Verliehen wird der Titel anlässlich des 500 Jubiläums der Reformation im Jahre 2017 von der Gemeinschaft Evangelischer Kirchen in Europa.[34]
- Der Hauptbahnhof Marburg wird als "Bahnhof des Jahres 2015" in der Kategorie Alltagsmobilität ausgezeichnet. Verliehen wird der Titel von der Allianz pro Schiene.[35]